# Putnowice Wielkie
Putnowice Wielkie – wieś w Polsce położona w województwie lubelskim, w powiecie chełmskim, w gminie Wojsławice.
W latach 1975–1998 miejscowość administracyjnie należała do województwa chełmskiego.
Wieś jest sołectwem w gminie Wojsławice. Według Narodowego Spisu Powszechnego z roku 2011 wieś liczyła 144 mieszkańców i była dziesiątą co do liczby ludności miejscowością gminy.
Wierni Kościoła rzymskokatolickiego należą do parafii św. Barbary w Turowcu.

## Części wsi
| SIMC    | Nazwa     | Rodzaj    |
| ------- | --------- | --------- |
| 0110125 | Korytyna  | część wsi |
| 0110131 | Przecinek | część wsi |
| 0110148 | Strona    | część wsi |

## Historia
Putnowice Wielkie w dokumentach źródłowych z roku 1653 występują jako Putnowice, ale Putnowce w roku 1661.

W ramach spisu powszechnego z roku 1921 ujęte jako Putnowice Dolne. Powrót do nazwy Putnowice Wielkie nastąpił w roku 1952.
Według wykazu z 20 października 1938 r. we wsi mieszkało 440 osób.